# Fischy

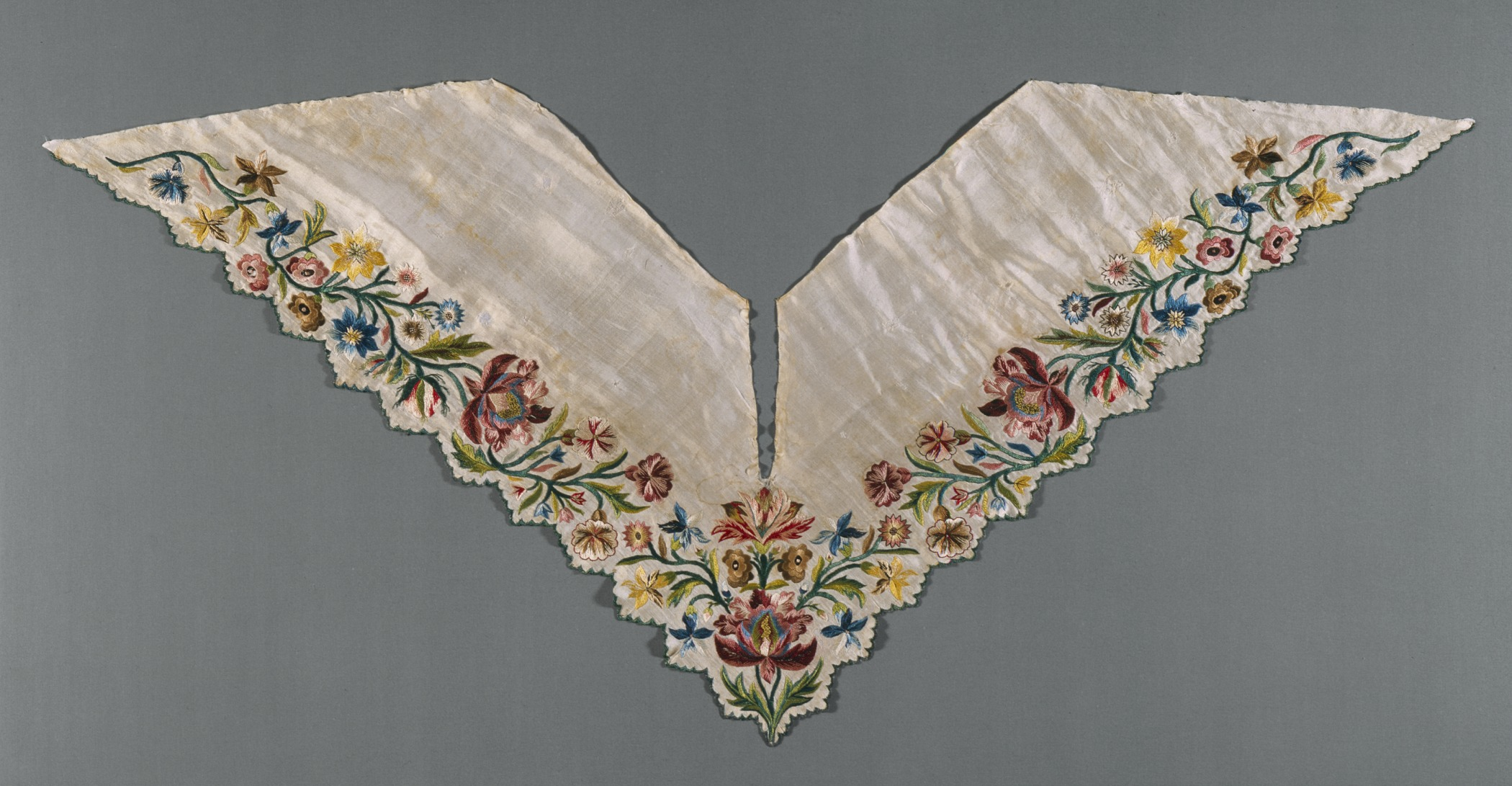
Exempel på fischy från Holland. Silkesbroderier på silke.

Fischy (/fiˈʃü/) är ett triangulärt, kvadratiskt eller V-format klädesplagg som framför allt bärs av kvinnor. Tyget är muslin eller silke, som viks så att ändarna täcker nacke och axlar. Plagget användes framför allt mellan 1600-talet och 1800-talet. Fischyn används bland annat för att täcka bar hud på nedre delen av halsen och dekolletaget. Ofta fästes fischyn med ett spänne på framsidan.

## Bilder

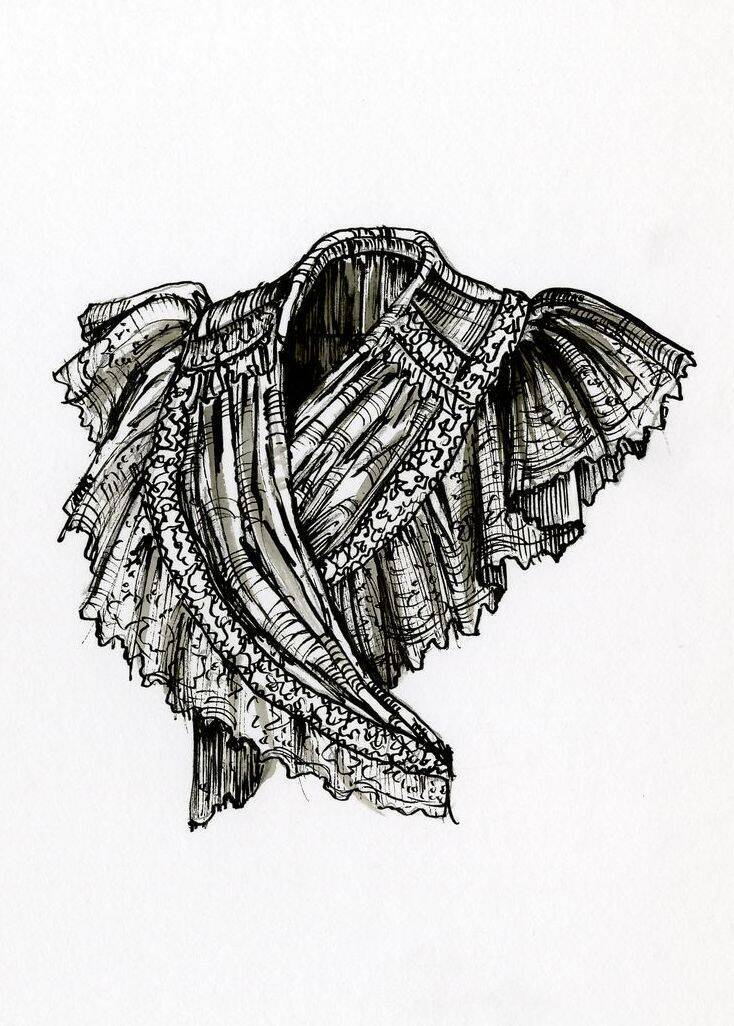
Teckning av fischy.
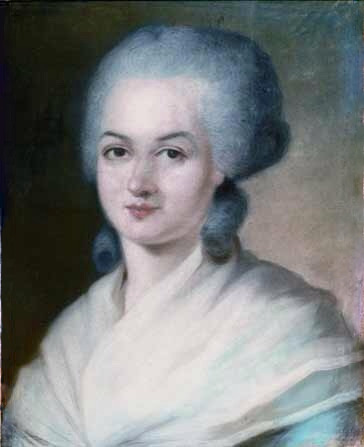
Porträtt av Olympe de Gouges (1748–1793), med fischy.
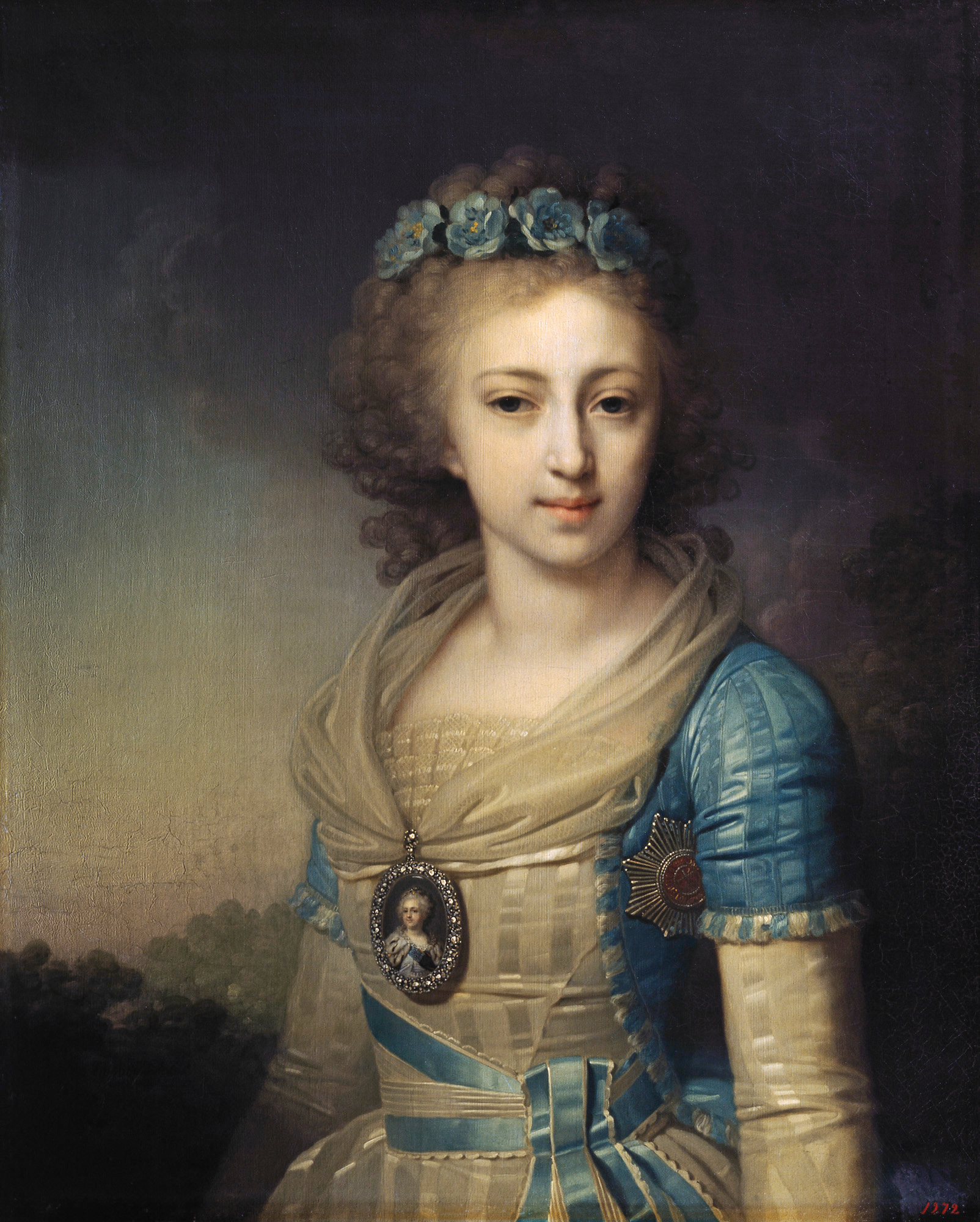
Storhertiginna Charlotte av Württemberg av Ryssland (1784-1803), med fischy med spänne.